# Убей (река)
Убей — река в Новосёловском и Идринском районах Красноярского края, правый приток Енисея.
Общая протяжённость реки 104 км, площадь водосборного бассейна — 1650 км². Ранее впадала в Енисей, на расстоянии 2644 км от устья, сейчас — в образованный на месте нижней части долины залив Убей Красноярского водохранилища.

### Притоки
- Синжуль — длиной 10 км, впадает в 8 км по правому берегу[3];
- Маджар — длиной 18 км, впадает в 22 км по левому берегу[4];
- Большой Ижат — длиной 14 км, впадает в 39 км по правому берегу[5];
- Салба — длиной 44 км, впадает в 45 км по левому берегу[6];
- Устуг — длиной 23 км, впадает в 52 км по правому берегу[7];
- Колдыбай — длиной 42 км, впадает в 56 км по левому берегу[8];
- Малый Капсай[9] — длиной 14 км, впадает в 62 км по правому берегу (в ГВР — река без названия[10]);
- Большой Коржель — длиной 10 км, впадает в 77 км по правому берегу[11];
- Киндидюль — длиной 20 км, впадает в 81 км по правому берегу[12];
- Большая Татарка[13] — длиной 10 км, впадает в 89 км по правому берегу (в ГВР — река без названия[14]).

По данным государственного водного реестра России относится к Енисейскому бассейновому округу.